# Ourville-en-Caux
Ourville-en-Caux est une commune française située dans le département de la Seine-Maritime en région Normandie.

## Géographie
| Gerponville | Bertheauville    | Grainville-la-Teinturière |
|             | Ourville-en-Caux |                           |
| Riville     |                  | Beuzeville-la-Guérard     |

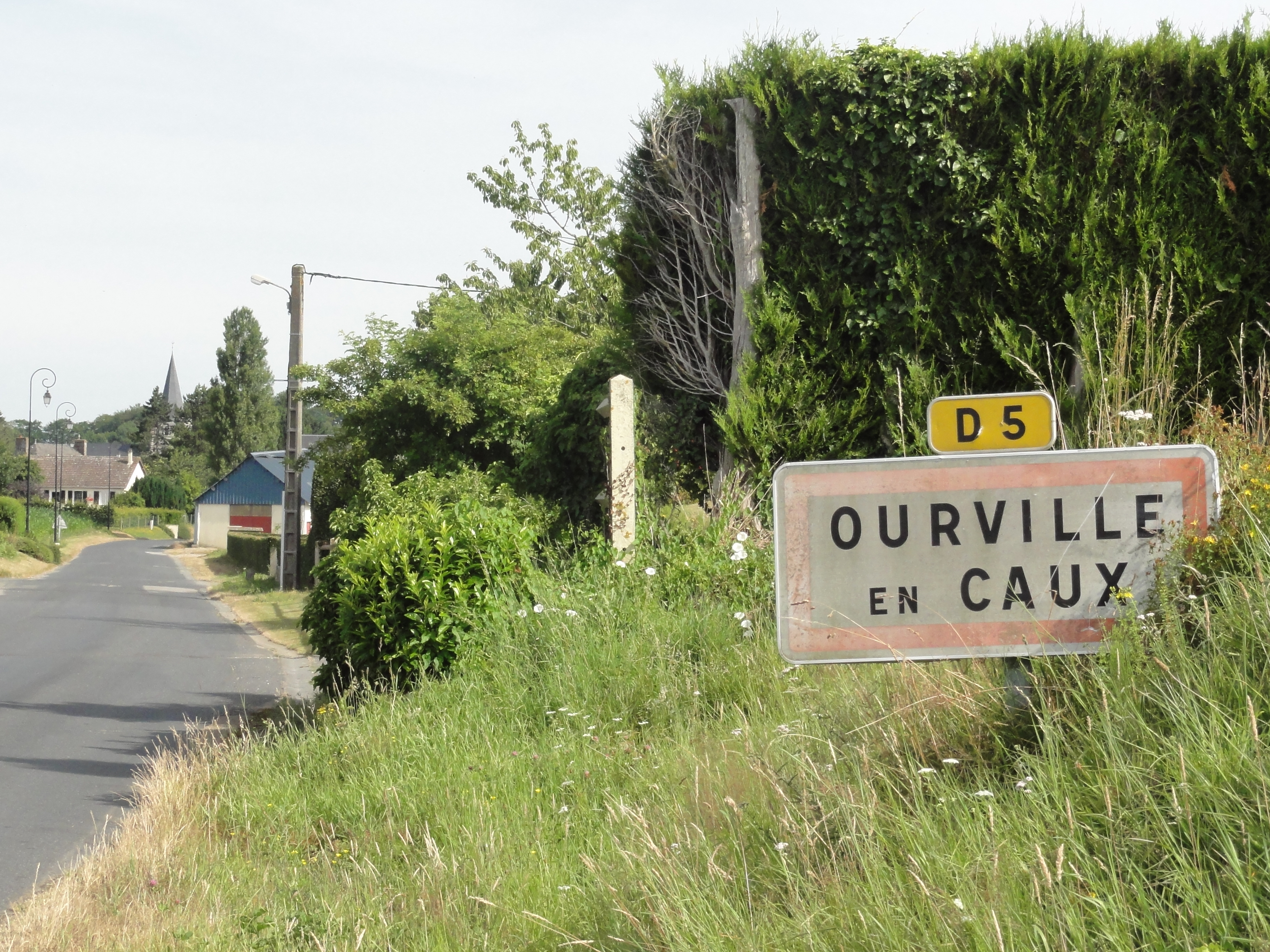
Entrée d'Ourville-en-Caux.
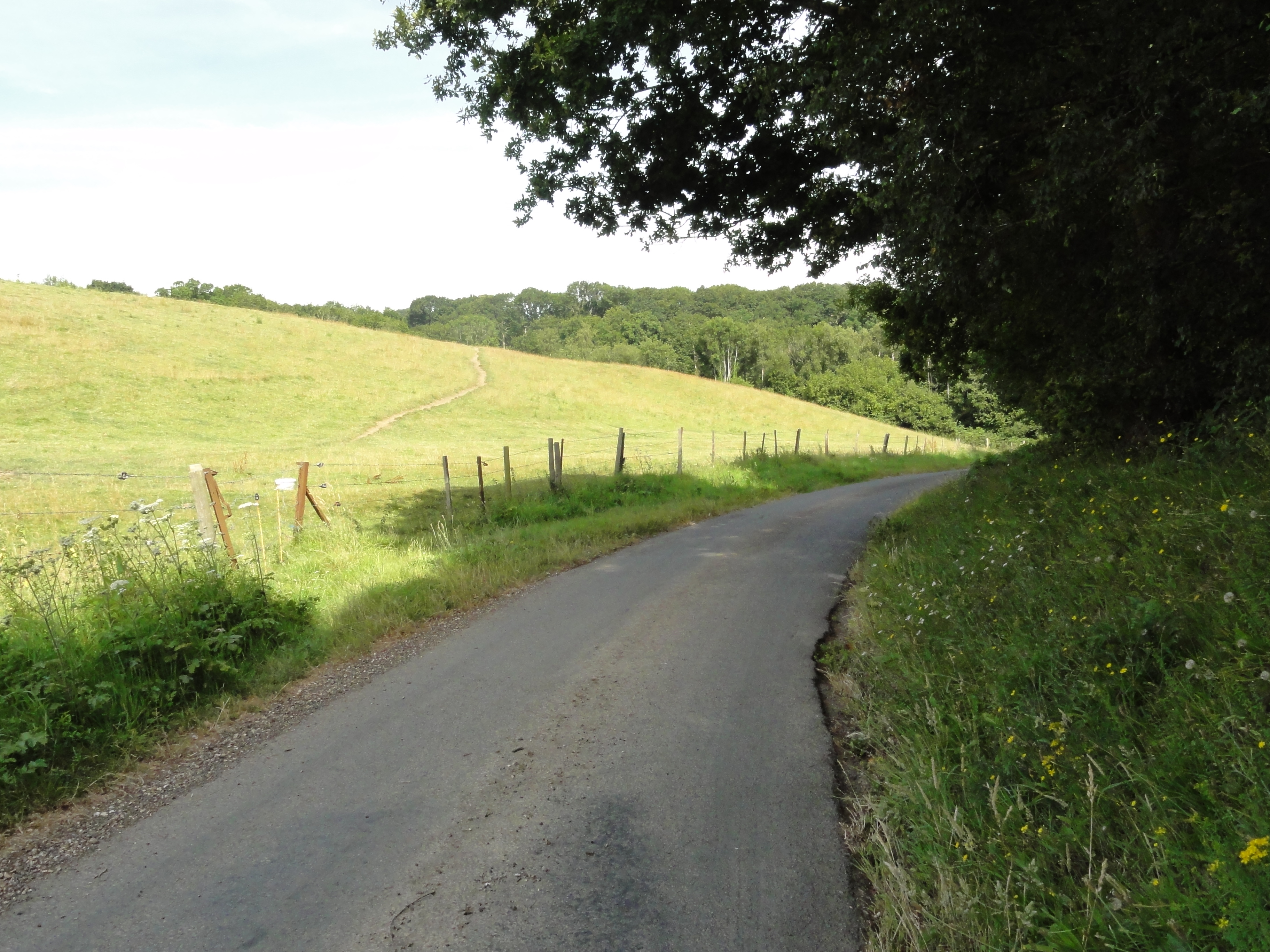
Paysage.

### Hydrographie
La commune est située dans le bassin Seine-Normandie. Elle n'est drainée par aucun cours d'eau,.

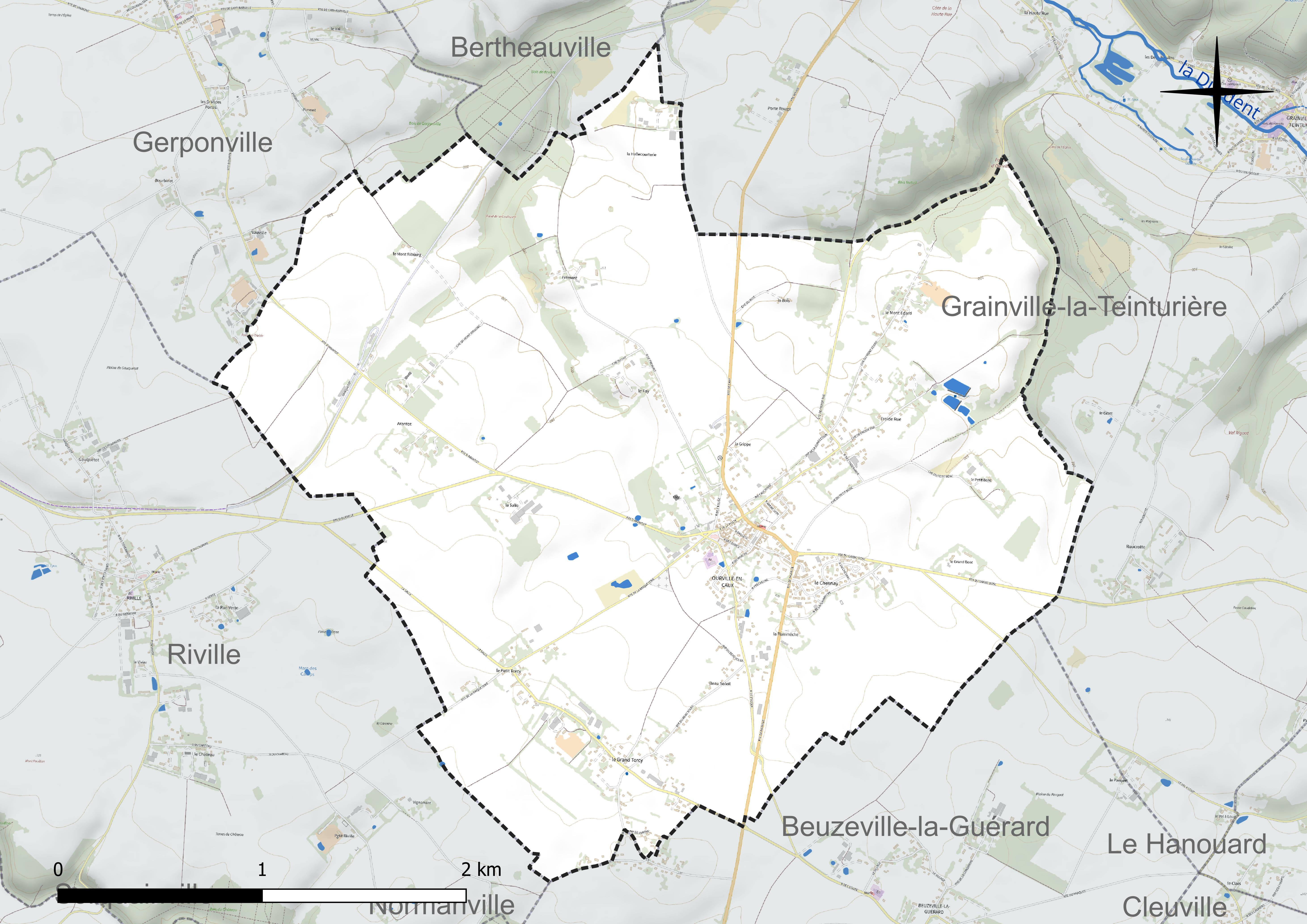
Réseau hydrographique d'Ourville-en-Caux.

### Climat
Pour des articles plus généraux, voir Climat de la Normandie et Climat de la Seine-Maritime.
En 2010, le climat de la commune est de type climat océanique franc, selon une étude du CNRS s'appuyant sur une série de données couvrant la période 1971-2000. En 2020, Météo-France publie une typologie des climats de la France métropolitaine dans laquelle la commune est exposée à un climat océanique et est dans la région climatique Côtes de la Manche orientale, caractérisée par un faible ensoleillement (1 550 h/an) ; forte humidité de l’air (plus de 20 h/jour avec humidité relative > 80 % en hiver), vents forts fréquents. Parallèlement le GIEC normand, un groupe régional d’experts sur le climat, différencie quant à lui, dans une étude de 2020, trois grands types de climats pour la région Normandie, nuancés à une échelle plus fine par les facteurs géographiques locaux. La commune est, selon ce zonage, exposée à un « climat maritime », correspondant au Pays de Caux, frais, humide et pluvieux, légèrement plus frais que dans le Cotentin.
Pour la période 1971-2000, la température annuelle moyenne est de 10,4 °C, avec une amplitude thermique annuelle de 13,1 °C. Le cumul annuel moyen de précipitations est de 938 mm, avec 13,5 jours de précipitations en janvier et 8,9 jours en juillet. Pour la période 1991-2020, la température moyenne annuelle observée sur la station météorologique la plus proche, située sur la commune d'Ectot-lès-Baons à 17 km à vol d'oiseau, est de 10,8 °C et le cumul annuel moyen de précipitations est de 905,5 mm,. Pour l'avenir, les paramètres climatiques de la commune estimés pour 2050 selon différents scénarios d’émission de gaz à effet de serre sont consultables sur un site dédié publié par Météo-France en novembre 2022.

## Urbanisme

### Typologie
Au 1er janvier 2024, Ourville-en-Caux est catégorisée bourg rural, selon la nouvelle grille communale de densité à sept niveaux définie par l'Insee en 2022.
Elle est située hors unité urbaine et hors attraction des villes,.

### Occupation des sols
L'occupation des sols de la commune, telle qu'elle ressort de la base de données européenne d’occupation biophysique des sols Corine Land Cover (CLC), est marquée par l'importance des territoires agricoles (84,6 % en 2018), une proportion sensiblement équivalente à celle de 1990 (85,3 %). La répartition détaillée en 2018 est la suivante : 
terres arables (71,6 %), prairies (13,1 %), zones urbanisées (10,5 %), forêts (4,9 %). L'évolution de l’occupation des sols de la commune et de ses infrastructures peut être observée sur les différentes représentations cartographiques du territoire : la carte de Cassini (XVIIIe siècle), la carte d'état-major (1820-1866) et les cartes ou photos aériennes de l'IGN pour la période actuelle (1950 à aujourd'hui).

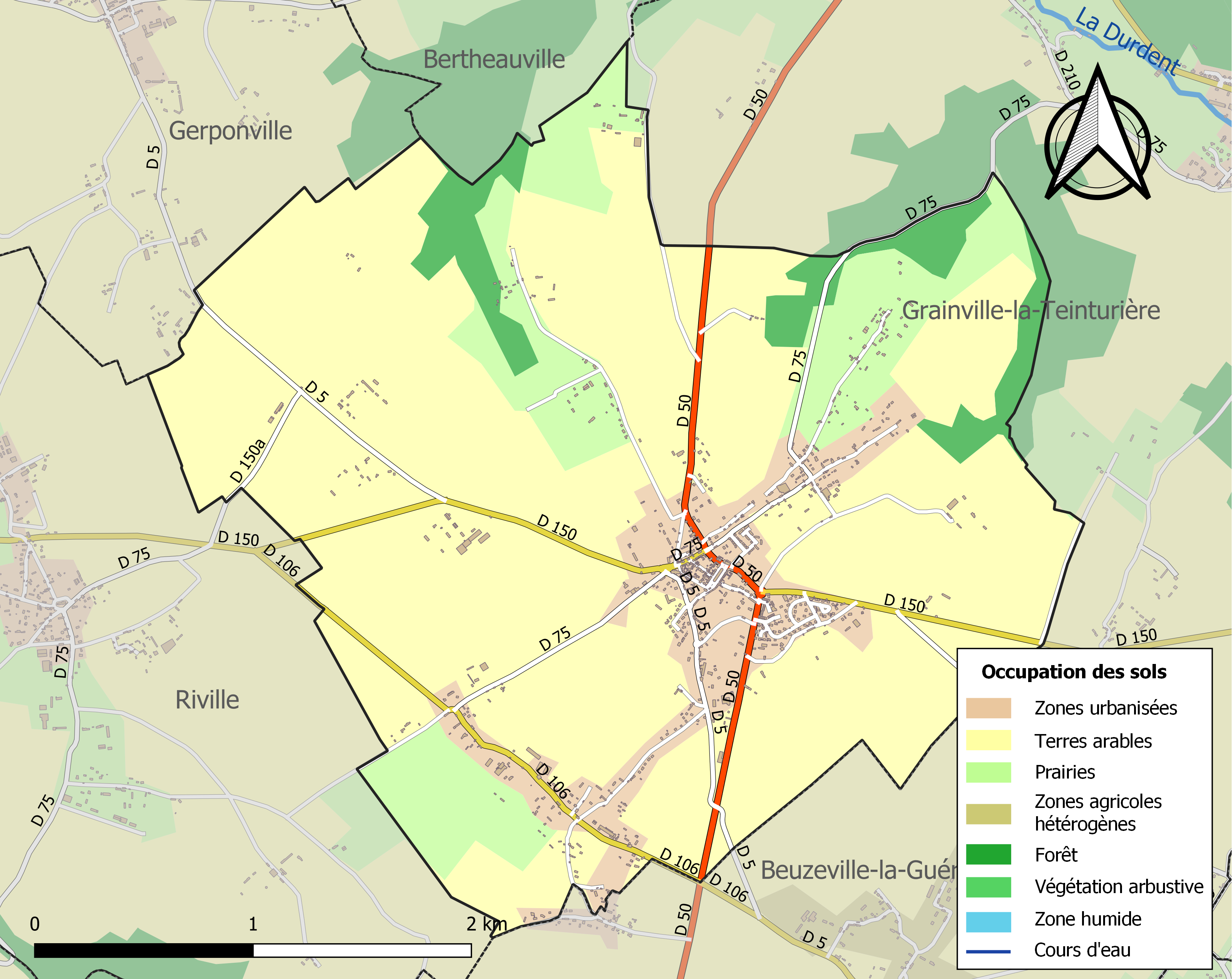
Carte des infrastructures et de l'occupation des sols de la commune en 2018 (CLC).

## Toponymie
Le nom de la localité est attesté sous les formes Hurvilla vers 1025, Urvilla vers 1050.
Il s'agit d'une formation toponymique médiévale en -ville au sens ancien de « domaine rural ». Le premier élément est comme dans la majorité des cas un anthroponyme, en l'occurrence, il s'agit du nom de personne norrois Ulfr / Úlfr qui signifie « loup ».
Le pays de Caux est une région naturelle de Normandie.

## Histoire
|  |

La carte de Cassini ci-contre montre qu'au milieu du XVIIIè siècle, Ourville est un bourg.
Les hameaux de Mont-Edard, Arentot et Torcy, ainsi que les fermes de Le Fay et le Grand Bosc  existent encore aujourd'hui.
Comme le montre l'arrêté de Louix XV du 27 février 1740, les toiles brunes d'Ourville, destinées à être teintes, étaient réputées.
En 1960, des tombes gallo-romaines sont découvertes lors d’un terrassement dans le hameau de Froiderue : deux petits sarcophages contenant des objets divers. Ces artéfacts sont conservés au musée départemental des Antiquités de Rouen.

## Politique et administration
| Période                                  | Période                    | Identité                  | Étiquette   | Qualité                                                                                            |
| ---------------------------------------- | -------------------------- | ------------------------- | ----------- | -------------------------------------------------------------------------------------------------- |
| Les données manquantes sont à compléter. |                            |                           |             | |
| 1881                                     | 1895                       | Eugène Samson             | Républicain | |
| 1895                                     | 1924                       | Robert de Lyvet d’Arantot |             | |
| 1924                                     | 1925                       | Émile-Alexandre Lepicard  |             | |
| 1925                                     | 1929                       | Auguste Leclerc           |             | |
| 1929                                     | 1966                       | Jean Lepicard             |             | |
| 1966                                     | 1989                       | Michel Picot              | RPR         | |
| 1989                                     | 2001                       | André Faucon              | UDF         | Conseiller général (1967-2003)                                                                     |
| 2001                                     | avril 2014                 | Daniel Livien             |             | Vice-président de la CC de la Côte d'Albâtre (2008 → 2014)                                         |
| avril 2014                               | En cours (au 10 août 2020) | Jérôme Douillet           |             | Agriculteur Vice-président de la CC de la Côte d'Albâtre (2014 → ) Réélu pour le mandat 2020-2026, |

## Démographie
L'évolution du nombre d'habitants est connue à travers les recensements de la population effectués dans la commune depuis 1793. Pour les communes de moins de 10 000 habitants, une enquête de recensement portant sur toute la population est réalisée tous les cinq ans, les populations de référence des années intermédiaires étant quant à elles estimées par interpolation ou extrapolation. Pour la commune, le premier recensement exhaustif entrant dans le cadre du nouveau dispositif a été réalisé en 2006.

En 2022, la commune comptait 1 092 habitants, en évolution de −4,46 % par rapport à 2016 (Seine-Maritime : +0,35 %, France hors Mayotte : +2,11 %).
| 1793  | 1800  | 1806  | 1821  | 1831  | 1836  | 1841  | 1846  | 1851  |
| ----- | ----- | ----- | ----- | ----- | ----- | ----- | ----- | ----- |
| 1 152 | 1 400 | 1 169 | 1 339 | 1 254 | 1 290 | 1 339 | 1 284 | 1 251 |

| 1856  | 1861  | 1866  | 1872  | 1876  | 1881  | 1886  | 1891  | 1896  |
| ----- | ----- | ----- | ----- | ----- | ----- | ----- | ----- | ----- |
| 1 231 | 1 202 | 1 178 | 1 148 | 1 195 | 1 125 | 1 057 | 1 090 | 1 105 |

| 1901  | 1906  | 1911  | 1921 | 1926 | 1931 | 1936 | 1946 | 1954 |
| ----- | ----- | ----- | ---- | ---- | ---- | ---- | ---- | ---- |
| 1 002 | 1 021 | 1 002 | 784  | 808  | 802  | 821  | 780  | 690  |

| 1962 | 1968 | 1975 | 1982 | 1990 | 1999  | 2006  | 2011  | 2016  |
| ---- | ---- | ---- | ---- | ---- | ----- | ----- | ----- | ----- |
| 701  | 693  | 756  | 896  | 933  | 1 041 | 1 085 | 1 084 | 1 143 |

| 2021  | 2022  | - | - | - | - | - | - | - |
| ----- | ----- | - | - | - | - | - | - | - |
| 1 105 | 1 092 | - | - | - | - | - | - | - |

## Enseignement
- École maternelle, classes de PS-MS-GS.
- École primaire, classes de CP, CE-1, CE-2, CM-1 et CM-2.

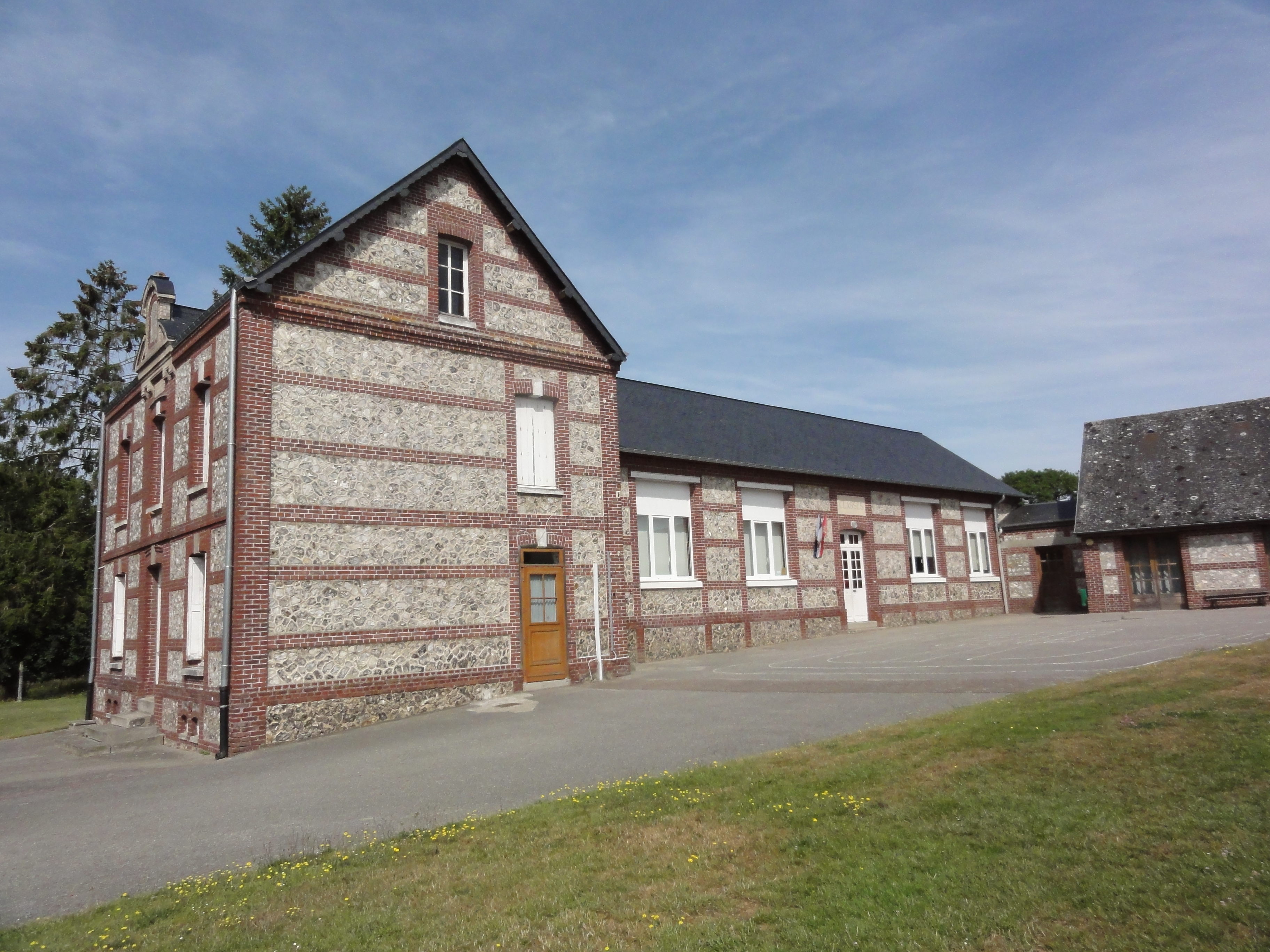
L'ancienne mairie-école, maintenant école maternelle.
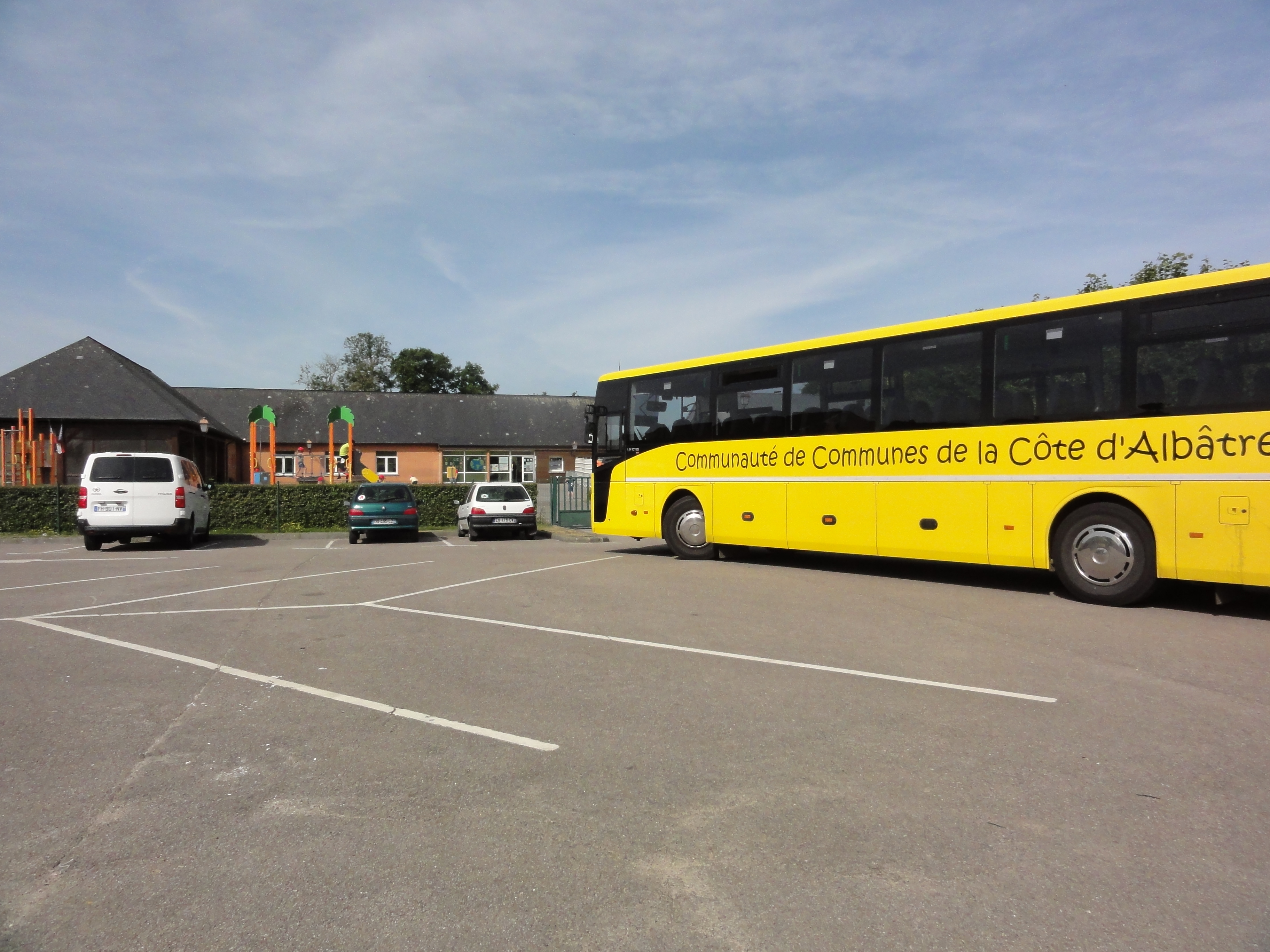
Un car scolaire de la Communauté de communes de la Côte d'Albâtre devant l'école primaire.

## Vie associative et sportive
- Salle des fêtes.
- Bibliothèque.
- Stade Gaston Lecoq.

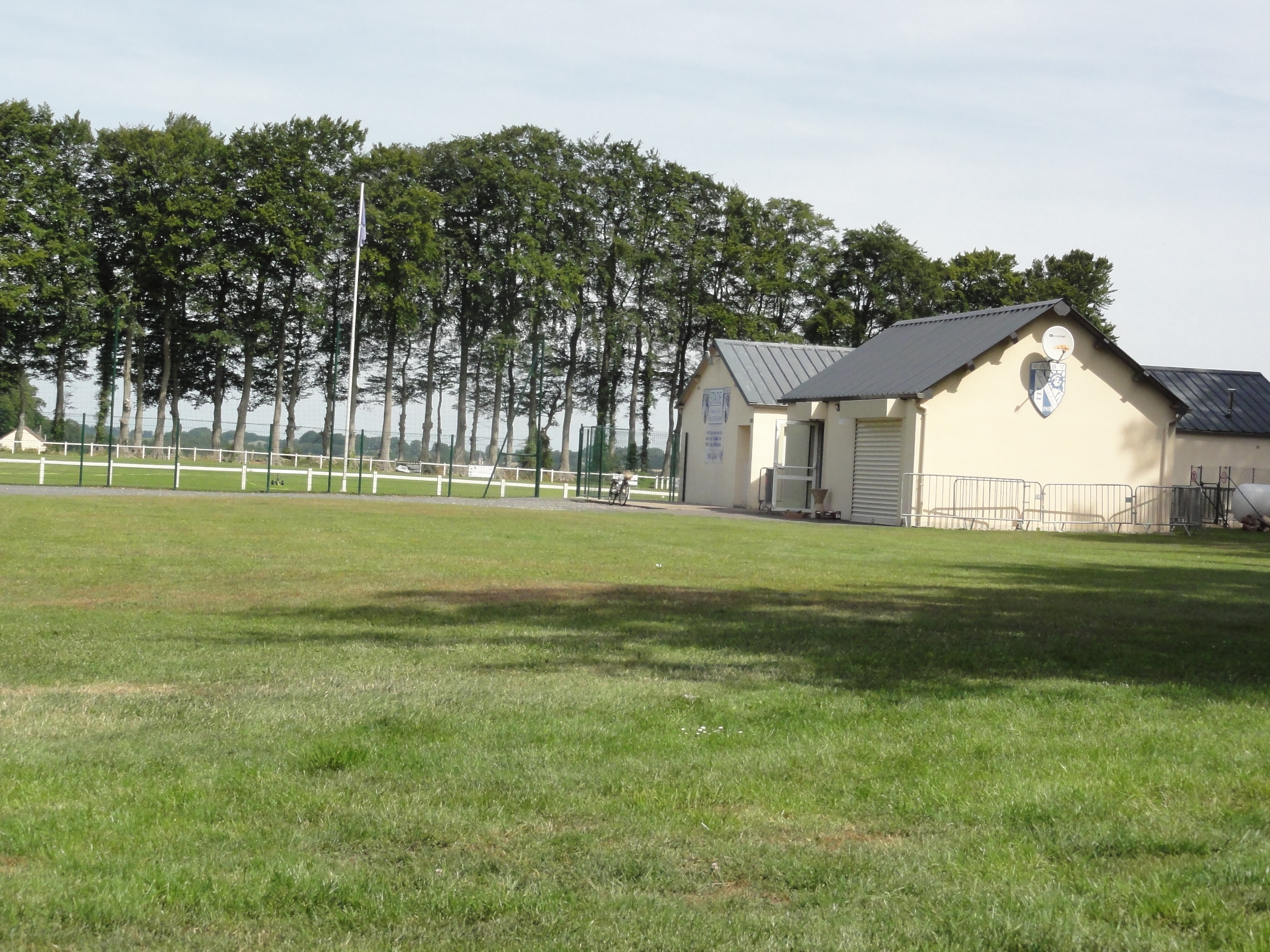
Le stade Gaston Lecoq.

- Association Sportive Ourvillaise (ASO).
- L.A Les Goya ( association de danse).

## Culture locale et patrimoine

### Lieux et monuments

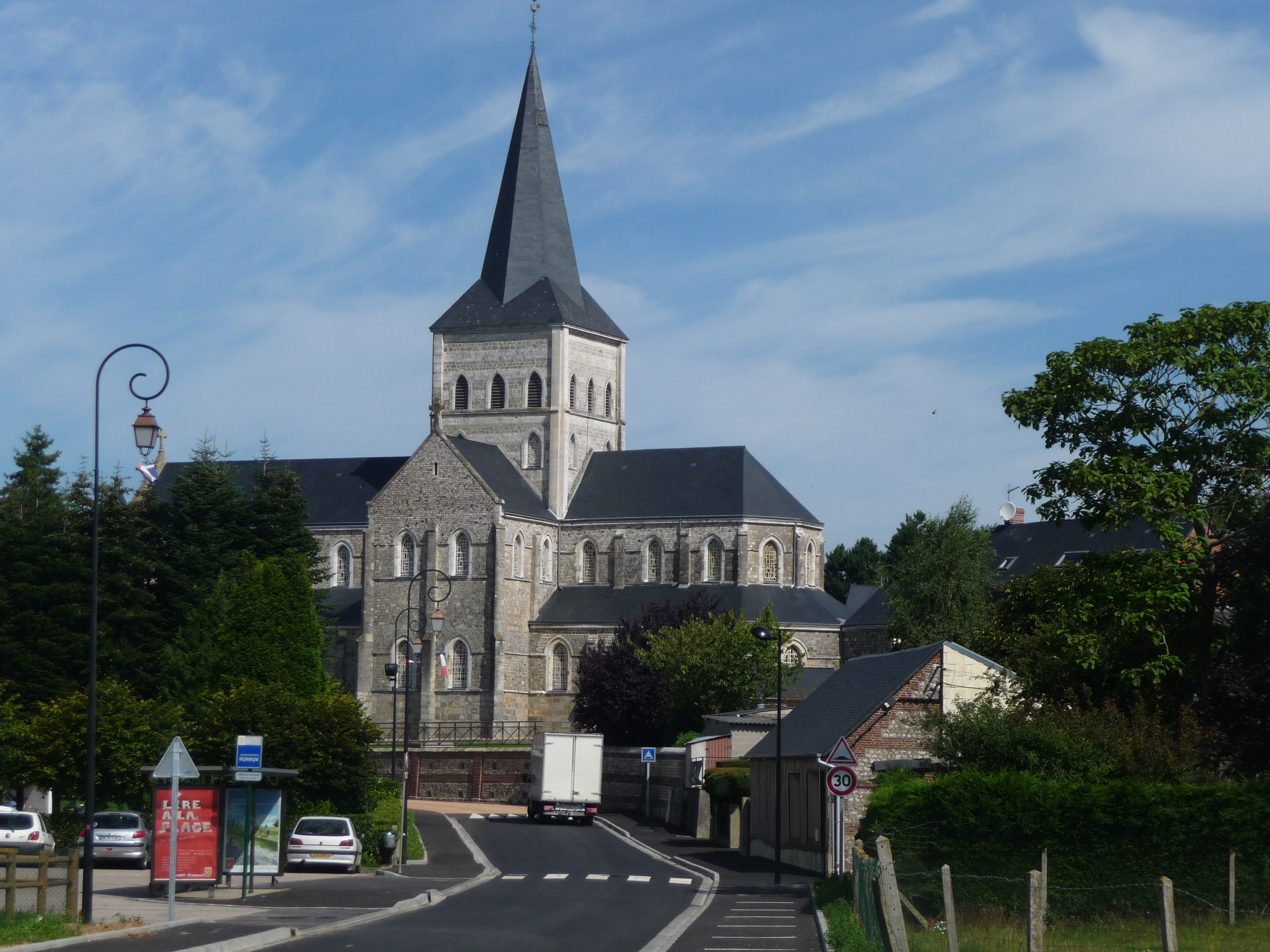
L'église paroissiale.

- Église Notre-Dame-de-l'Assomption

L’église d’Ourville date du XIIIe siècle mais a été transformée au XIXe siècle.
Sa cloche, nommée Marie-Hippolyte-Jeanne-Louise, a été fabriquée en 1854 par des frères fondeurs d’Elbeuf, chez Caplain Lancestre.
- Réplique bleutée de la statue de la Liberté.

Elle est érigée sur un giratoire de la commune, au carrefour des routes de Fauville-en-Caux, du Grand Bosc et du chemin du Petit Bosc.
Cette statue est la réplique en miniature de celle qui fut offerte en 1886 par la France aux États-Unis pour célébrer le centenaire de l’Indépendance américaine.
Deux ingénieurs français : Gustave Eiffel et Auguste Bartholdi en furent le concepteur et le constructeur.
- Monument aux morts.
- L'ancienne gare du chemin de fer.
- La véloroute du lin, voie verte sur l'ancien chemin de fer.

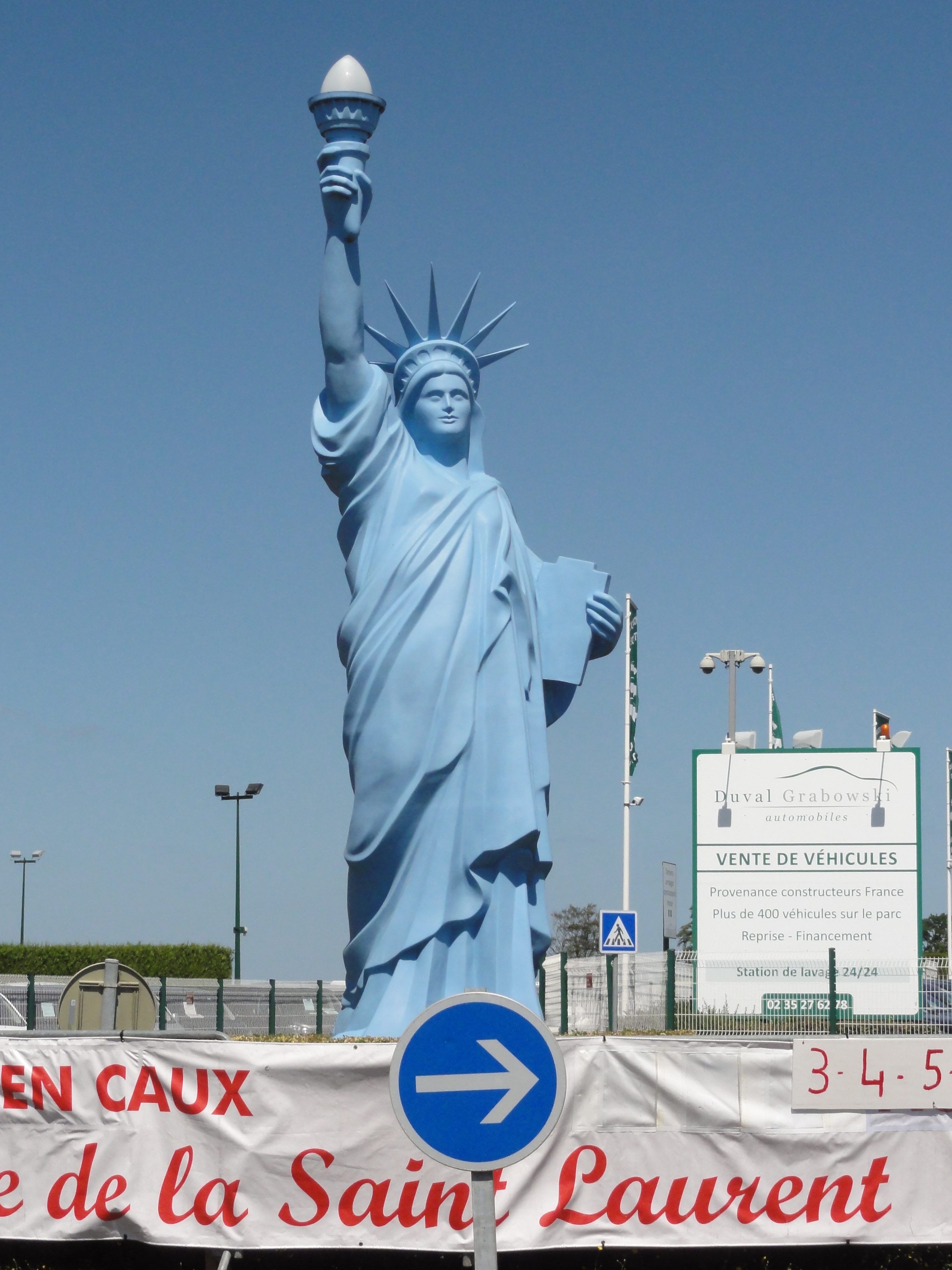
Statue de la Liberté d'Ourville-en-Caux
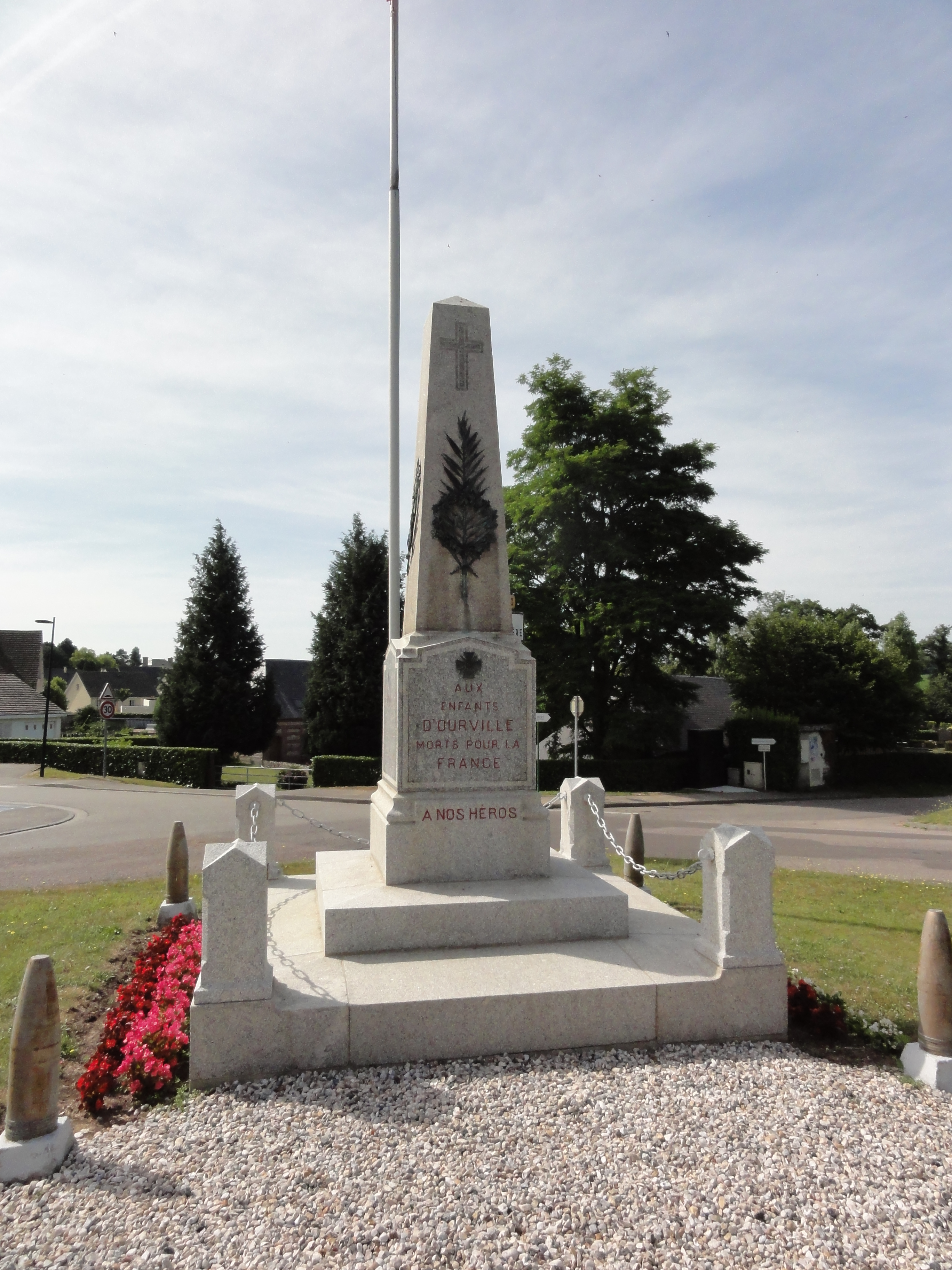
Monument aux morts.
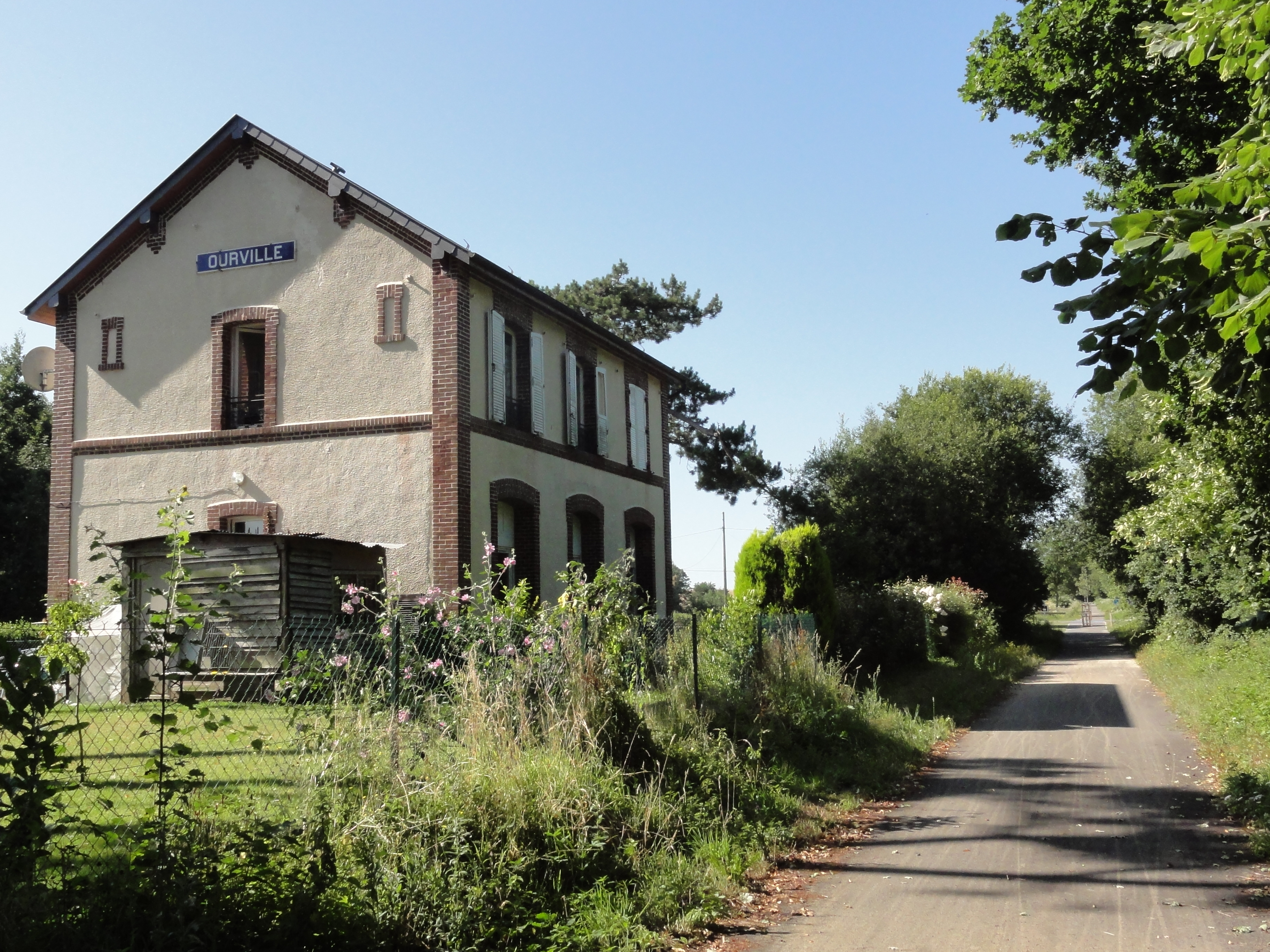
Ancienne gare d'Ourville-en-Caux.
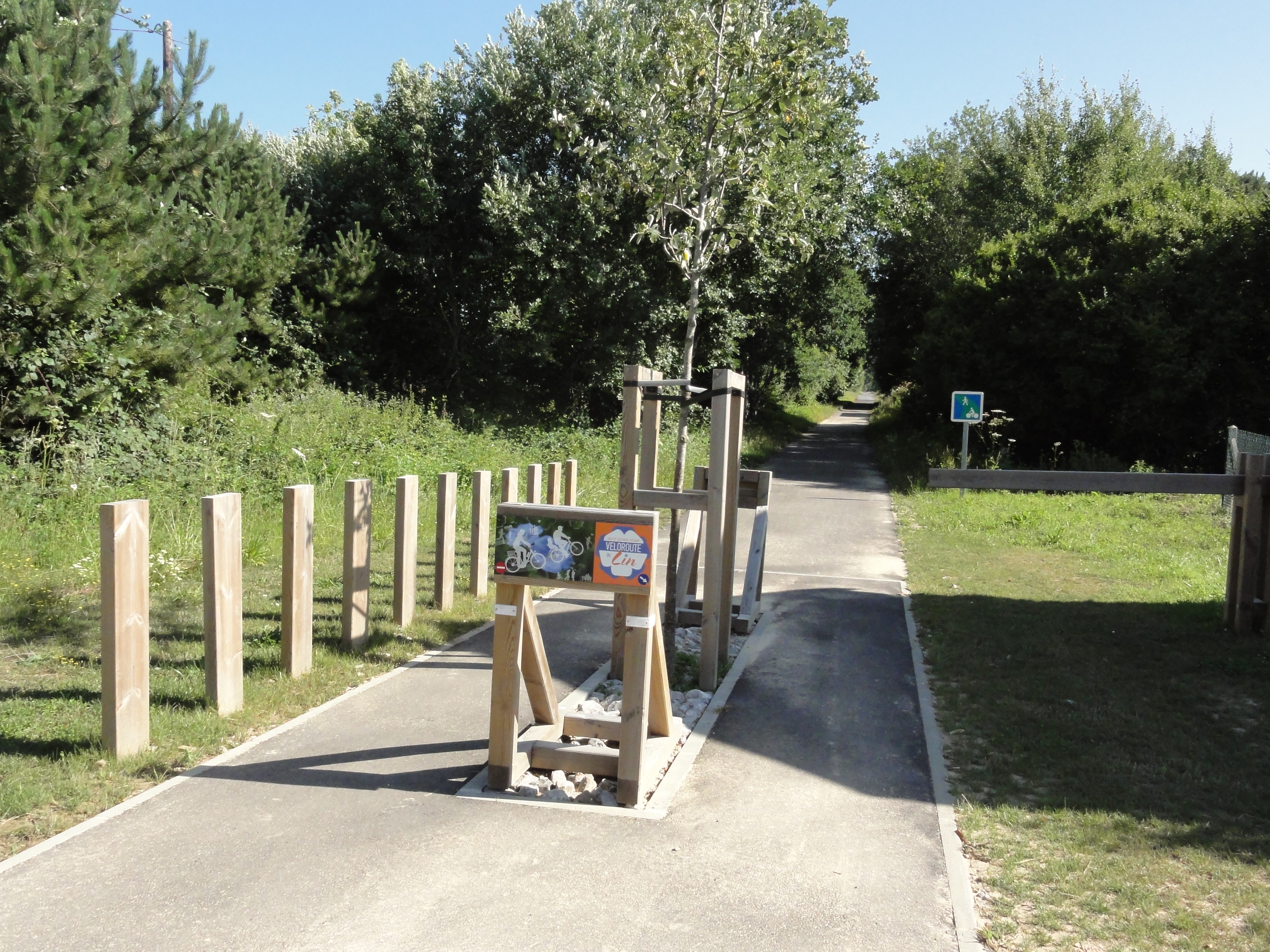
Véloroute du lin.

### Personnalités liées à la commune
La famille de Livet (ou de Lyvet) se fixa à Arentot (devenu le hameau d'Arantot) près d'Ourville-en-Caux. L'un d'entre eux, Georges de Livet, fut tué à la bataille d'Azincourt en 1415. Le dernier descendant de cette branche de la famille, le comte Constantin Augustin Robert de Lyvet, maire d'Ourville, décéda en 1924 sans avoir eu de fils.

### Héraldique
| Armes d'Ourville-en-Caux | Les armes de la commune d'Ourville-en-Caux se blasonnent ainsi : Écartelé ; au 1 de sinople au rencontre de vache d’argent, au 2 d’argent à un avant-bras dextre en pal sommé de sa main portant un flambeau le tout d’azur ; au 3 d’argent à la fleur de lin aussi d’azur ; au 4 de sinople au rencontre de mouton d’argent. |